# Wohlsborn
Wohlsborn är en ortsteil i staden Am Ettersberg i Landkreis Weimarer Land i förbundslandet Thüringen i Tyskland. Wohlsborn var en kommun fram till den 1 januari 2019 när den uppgick i Am Ettersberg. Kommunen Wohlsborn hade 477 invånare 2018.